# 2019년 수단 쿠데타
2019년 수단 쿠데타(아랍어: انقلاب 2019 في السودان)는 2019년 4월 11일 아침에 수단에서 일어난 쿠데타로, 수단 반정부 시위가 이어지던 가운데 수단군의 쿠데타로 오마르 알바시르가 약 30년의 통치 끝에 수단의 대통령에서 물러났다.

## 배경
경제 악화와 생계비 급등으로 2018년 12월 19일부터 몇몇 도시들에서 벌어진 일련의 시위들은 반정부 시위로 번졌다. 2019년 1월에는 시위대가 수단의 대통령으로 오랫동안 집권하고 있는 오마르 알바시르의 퇴진을 요구하기 시작했다.
2019년 2월에 오마르 알바시르는 정치 불안이 확산되자 20년 만에 처음으로 비상사태를 선포했다.

## 쿠데타
4월 11일 아침 수단군은 쿠데타를 일으키고 내각과 의회를 해산시켰으며, 3개월간의 비상사태를 선포하고 2년 안에 권력을 이양하겠다고 밝혔다. 국방부 장관이자 부통령이었던 아흐메드 아와드 이븐 아우프는 스스로를 사실상의 국가 원수라고 선언하고 헌법의 효력을 정지시켰으며, 오후 10시부터 오전 4시까지 야간 통행금지를 실시해 반정부 시위를 해산시키려 했다. 수단군은 또한 총리 모하메드 타히르 아얄라를 포함해 국민회의 의장 아흐메드 하룬, 의원 아와드 알자즈, 전직 국방부 장관 압델라힘 모하메드 후세인, 전직 부통령 바크리 하산 살레와 알리 오스만 타하 등을 구금시켰다.
국영 방송사는 반(反)알바시르 시위 주동자들을 포함한 모든 정치범들이 석방됐다고 보도했다. 알바시르의 국민회의는 축출된 알바시르를 지지하는 집회를 열 것이라고 밝혔고, 군인들은 하르툼에 있는 국민회의의 사상 조직 사무실들에 공습을 가했다.
4월 12일에 군사 정부는 군정 기간을 '이르면 1달' 안으로 줄이고 협상 결과에 따라 새로운 정부가 구성되면 민간 정부에 권력을 이양하겠다고 밝혔다. 아흐메드 아와드 이븐 아우프가 오마르 알바시르를 국제형사재판소에 인도하지 않겠다고 결정하자 시위대는 시위를 벌였고, 이날 저녁에 아흐메드 아와드 이븐 아우프는 과도군사평의회 의장직에서 물러나고 후임으로 수단군 감찰관인 압델팟타흐 압델라흐만 부르한 중장을 임명했다.

## 반응

### 국내 반응
수단 전문직 협회와 수단 공산당 등의 일부 운동가들은 성명을 내고 과도군사평의회를 비난하며 '우리의 위대한 인민들이 저항했던 얼굴들, 단체들과 마찬가지'인 정부라고 했고, 권력을 민간 정부에 이양할 것을 요구했다. 2019년 4월 12일에 과도군사평의회 의원 오마르 제인 알아비딘은 새 정부가 구성되면 빠르면 1달 안으로 민간 정권에게 권력을 이양할 것이며, 권력 이양을 시작하기 위해 시위대에게 회담을 시작할 것을 제안했다. 그러나 오마르 제인 알아비딘은 과도군사평의회는 오마르 알바시르를 수단에서 기소하기를 원한다고 밝혔다.
야간 통행금지에도 불구하고 시위대는 길거리에 남았다. 시위대는 아흐메드 아와드 이븐 아우프의 퇴진을 반겼다. 압델팟타흐 압델라흐만 부르한은 어떠한 국제 재판소에서도 전쟁범죄로 기소되지 않아 다른 장성들보다 깨끗하다고 여겨졌으며, 군 사령부 근처에서 1주일동안 시위대가 진을 쳤을 때 시위대와 직접 만나 의견을 들었던 장성들 가운데 한 명이었다.

### 국제 사회 반응
- 독일: 독일은 위기 상태를 평화롭게 진정시킬 것을 요구했다.[17]
- 미국: 미국은 성명을 내고 2년 안에 민간 정부로 평화롭게 이양하는 것을 지지한다고 밝혔다.[18]
- 이집트: 이집트는 수단 국민들을 지지한다고 밝혔다.[3]
- 튀르키예: 터키의 대통령 레제프 타이이프 에르도안은 수단이 정상적인 민주주의 절차로 돌아가길 바란다고 말했다.[19]

#### 국제 기구 반응
- 아프리카 연합: 아프리카 연합은 쿠데타를 규탄하고 수단이 맞서는 도전과 국민들의 열망을 향한 적절한 대응이 아니라고 밝혔다.[20]
- 유럽 연합: 유럽 연합은 수단에서의 상황을 감시하고 있으며 모든 당사자들이 폭력을 자제하고 평화적인 이양을 위한 방안을 찾을 것을 요구했다.[21]
- 유엔: 유엔은 성명을 내고 평화적인 시위대를 상대로 폭력을 사용하는 것을 자제하고 새 정부를 구성할 것을 촉구했다.[18]